# Jonathan Hyde
Jonathan Hyde (Brisbane, Queensland, 21 mei 1947) is een Australisch acteur, die voornamelijk in Engeland op het toneel te zien is. Hij is onder andere bekend van zijn filmrollen als J. Bruce Ismay, de managing director van de White Star Line in de blockbuster Titanic (1997), de egyptoloog in The Mummy (1999) en Samuel Allan Parrish / Jager Van Pelt in Jumanji (1995) en Herbert Cadbury in Richie Rich (1994).

## Biografie
Hyde werd geboren in Brisbane, Queensland. Hij is lid van de Royal Shakespeare Company. Hij was onder andere te zien als Ferdinand in een productie van John Webster, The Duchess of Malfi (1985). Hij slaagde aan de Royal Academy of Dramatic Art, waar hij tevens lid van is. Hij behoorde tot de originele cast van de komedieserie Not the Nine O'Clock News, met onder andere Rowan Atkinson; het was de eerste televisieserie die van de buis werd gehaald vanwege de verkiezingen in het Verenigd Koninkrijk in 1979: de serie zou te politiek aandoen. Daarna was Hyde te zien in een groot aantal films, waaronder Richie Rich, Jumanji, Titanic, Anaconda, The Contract en Land of the Blind.
In 2007 speelde hij voor de Royal Shakespeare Company, Dr. Dorn in De meeuw van Anton Tsjechov, en Earl van Kent in King Lear met onder anderen Ian McKellen, Frances Barber, Romola Garai, William Gaunt en Sylvester McCoy. Beide toneelstukken werden internationaal opgevoerd, maar hadden het New London Theatre als thuisbasis. Op 12 januari 2008 werd voor de laatste keer opgetreden. Met de genoemde acteurs van King Lear is ook een speciale televisiebewerking van het toneelstuk gemaakt.

## Filmografie (selectie)
- 1980: Phoelix – Napier
- 1985: An Indecent Obsession – Neil Parkinson
- 1985: A.D. – Tigellinus (miniserie)
- 1986: Caravaggio – Baglione
- 1989: Shadow of the Noose – Edward Marshall Hall (televisieserie)
- 1993: Being Human – Francisco
- 1993: Deadly Advice – George Joseph Smith
- 1994: Richie Rich – Herbert Arthur Runcible Cadbury
- 1995: Jumanji – Samuel Alan Parrish / Jager Van Pelt
- 1997: Titanic – J. Bruce Ismay
- 1997: Anaconda – Warren Westridge
- 1999: The Mummy – Dr. Allen Chamberlain
- 1999: Joan of Arc – John Plantagenet, Duke of Bedford (miniserie)
- 2000: Eisenstein – Meyerhold
- 2000: The Prince and the Pauper – Lord Hertford
- 2001: The Tailor of Panama – Cavendish
- 2001: Attila the Hun –  Flavius Felix (miniserie)
- 2001: Princess of Thieves – Prins John
- 2002: Vacuums – Edwin Snipe
- 2006: The Contract – Turner
- 2006: Land of the Blind – Smith
- 2006: The Curse of King Tut's Tomb – Morgan Sinclair
- 2008: King Lear – Earl van Kent
- 2014–2017: The Strain – Eldritch Palmer (televisieserie)
- 2016: Tokyo Trial – William Webb (miniserie)
- 2016-2018: Trollhunters: Tales of Arcadia – Walt Strickler (televisieserie, stemrol)
- 2017: Breathe - Dr. Entwistle
- 2021: Trollhunters: Rise of the Titans – Walt Strickler (stemrol)
- 2023: Doctor Jekyll – Henry Jekyll

- 2024: The Brutalist